# Henri de Talleyrand-Périgord
Henri de Talleyrand-Périgord, conde de Chalais (1599-1626) fue un eclesiástico y político francés, un paje al servicio del rey Luis XIII.
Novelesco y un poco desordenado, se dejó convencer, en el verano de 1626, por su amante la duquesa de Chevreuse, para participar en la primera de las múltiples conspiraciones que el Cardenal Richelieu tuvo que reprimir y a la que él dio nombre: la conspiración de Chalais.
El motivo que provocó esta conspiración vino dado por el proyecto de matrimonio que, entre Luis XIII y Richelieu, se había concertado para casar al hermano del rey Gastón de Francia, duque de Orleáns con Mademoiselle María de Montpensier. Gastón no quería, de ninguna manera, casarse con la rica heredera, y fue apoyado en esta decisión por su gobernante el mariscal de Ornano, y por un partido que se autotitulaba con el nombre de "aversión al matrimonio" y que se unió a él.
La duquesa de Chevreuse, gran conspiradora y otras princesas se aliaron, así como el propio hermano del rey, para intrigar contra la autoridad cada vez más relevante de Richelieu, por entonces solo obispo de Luçon. En este período se estaba luchando por recuperar el poder feudal en detrimento del movimiento de centralización real iniciado por Enrique IV de Francia, padre de Orleáns y del Rey
En el verano de 1626, la duquesa se puso a las órdenes del conde de Chalais, gentilhombre que, hasta entonces, había merecido el aprecio del rey Luis XIII. El objetivo previsto era el de asesinar a Richelieu y, quizá, conseguir la destitución de Luis en provecho de Gastón.
Pero todos estos príncipes, lo mismo que el propio Talleyrand, tenían un carácter muy versátil. El secreto fue desvelado con motivo de las querellas privadas suscitadas entre ellos, y Richelieu les castigó severamente contando con el apoyo de Luis XIII. Gastón confesó abiertamente su falta y entregó a todos sus cómplices. Chalais cargó con toda la culpa de esta  ridícula conspiración: fue arrestado y privado del prestigio familiar que le aseguraba la inmunidad, fue juzgado en Nantes y fue condenado a la decapitación. Sus cómplices, solidarizándose con él, trataron de convencer al verdugo para que no llevara a cabo tal condena, pero el verdugo era un condenado a muerte que había sido perdonado y no accedió a tal petición. Decapitó al conde asestándole hasta 29 hachazos dada su inexperiencia en este menester.
Al socaire de esta crisis emblemática de la época, Richelieu obtuvo más prestigio y Gastón, aparentemente reconciliado con su hermano se casó. La política francesa pasó a ser absolutamente monárquica (nunca más aristocrática), convirtiéndose, de este modo, en una cuestión familiar, en lugar de ser un sistema racional y organizado. 